# Лыжихин, Алексей Васильевич
Алексе́й Васи́льевич Лыжи́хин (род. 3 февраля 1967 года, посёлок Шатки, Нижегородская область, СССР)  — российский пловец - паралимпиец, призёр летних Паралимпийских игр 2012, заслуженный мастер спорта России по плаванию среди спортсменов с поражением опорно-двигательного аппарата (ПОДА).

## Награды
- Медаль ордена «За заслуги перед Отечеством» II степени (10 сентября 2012 года) — за большой вклад в развитие физической культуры и спорта, высокие спортивные достижения на XIV Паралимпийских летних играх 2012 года в городе Лондоне (Великобритания)[2].
- Заслуженный мастер спорта России (2012).